# Vlado Milunić
Vlado Milunić (Zagreb, 3. ožujka 1941. – 17. rujna 2022.) bio je češki arhitekt hrvatskog podrijetla te predavač na Češkom tehničkom sveučilištu u Pragu (ČVUT).

## Životopis
Rođen je u Zagrebu 1941., netom prije njemačkoga napada na Kraljevinu Jugoslaviju. Njegovi roditelji, liječnici Atena i Josip Milunić, nakon Drugoga svjetskoga rata bili su u službi u Ministarstvu zdravstva, a zatim su 1946. dobili dvogodišnju stipendiju i otputovali u SAD. Godine 1948., u povratku iz SAD-a, privremeno zastali su u Pragu i saznavši za Titove čistke odlučili tu ostati kao političke izbjeglice. Vlado, zajedno sa sestrama Martom, Nevom i Rajnom, pridružio im se 1956. Riječima Vlade Milunića:
U Pragu je završio gimnaziju. Studirao je na Češkom tehničkom sveučilištu u Pragu (ČVUT) od 1960. do 1966. Nakon toga se je tri godine usavršavao u Parizu. Po povratku u Čehoslovačku 1969. zaposlio se u atelijeru arhitekta Karela Pragera gdje je tijekom iduća dva desetljeća surađivao s Janom Línekom u projektima ureda kao specijalizirani dvojac za javne objekte. Godine 1990. osnovao je svoj studio VM (skr. za Volné Myšlenky, tj. "Slobodne ideje").
Na izborma 2006. kandidirao se kao neovisni kandidat Stranke zdravog razuma, koju je osnovao s građevinskim biznismenom Petrom Czaschom, no nije uspio ući u Zastupnički dom. Prema njegovim riječima, na ovaj čin odlučio se zbog korupcije u češkom graditeljstvu.
Preminuo je 17. rujna 2022.

## Djela
Milunić i Frank Gehry zajedno su projektirali Plešuću kuću (češki: Tančící dům) u Pragu (1996.), koja je ujedno jedno od njegovih najvećih radova. Zgrada je simbol suvremene praške arhitekture i nakon Hradčana i Karlovog mosta treća praška znamenitost koju turisti najčešće fotografiraju. Njeni autori dobili su niz priznanja, a američki časopis Time proglasio je 1996. Plešuću kuću zgradom godine.
Kuća koja pleše i Milunićevi ostali znameniti radovi su: Hospital Crvenog križa u Pragu (1999.), vila Planá u Lužnicí (1999.), "Kompleks Zvijezda" (Komplex Hviezda) u četvrti Petřiny u Pragu (2000.), Češka četvrt u Šangaju (s još četiri arhitekta, 2003.), Dom za djecu i mladež u četvrti Modřany u Pragu (2005.) i radar u praškoj zračnoj luci (2009.).

## Nagrade i odličja
- Povodom 75. rođendana Hrvatsko-češko društvo iz Zagreba dodijelilo mu je 26. veljače 2016. Nagradu "Marija i Stjepan Radić" "zbog njegovih iznimnih zasluga za razvoj hrvatsko-čeških odnosa u cjelini, koje se očituju u njegovu višegodišnjem radu i prepoznatljivim rezultatima trajne vrijednosti i od širega društvenog interesa".[4]
- Predsjednica Kolinda Grabar-Kitarović 2019. godine odlikovala ga je Redom Ante Starčevića za unaprijeđenje češko-hrvatskih odnosa.[5]

## Galerija
- Plešuća kuća u Pragu (1992. – 1996.).
- Kompleks Hvězda u Pragu (2000.).
- Dom za djecu i mladež u Pragu (2005.).
- Vila Planá u Lužnicí (1999.).
- Galerija djela.

## Vanjske poveznice
- (češ.) Milunić Atelje, službene stranice